# Wioleta Jakowa

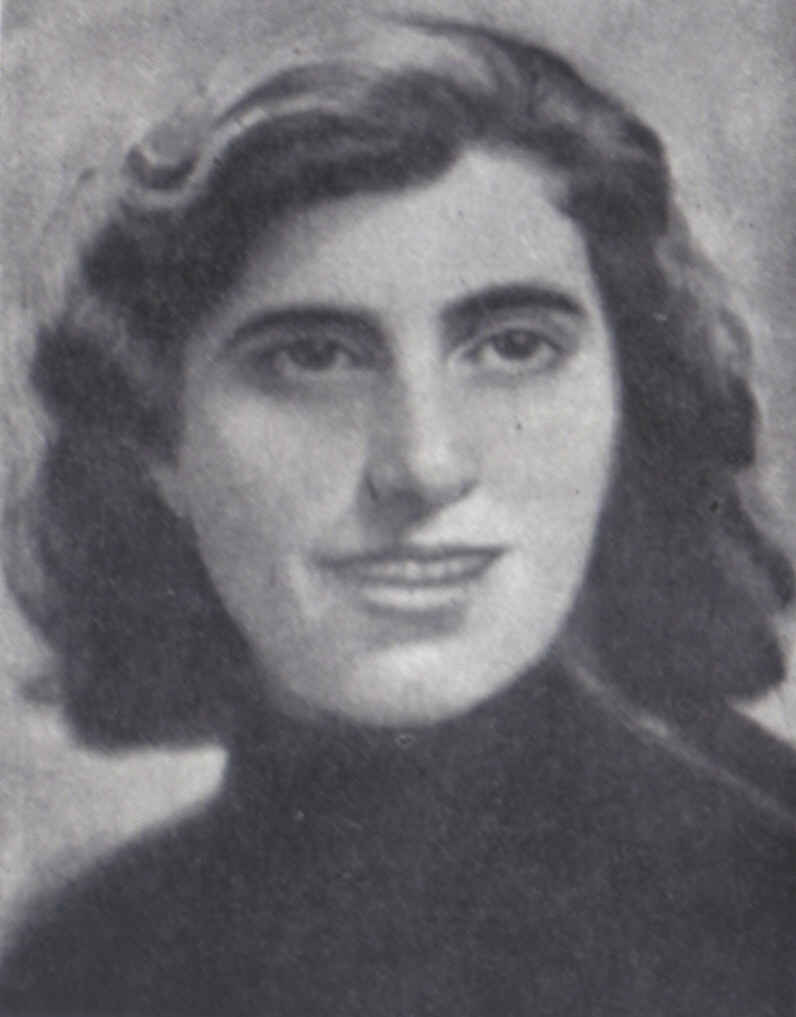
Wioleta Jakowa

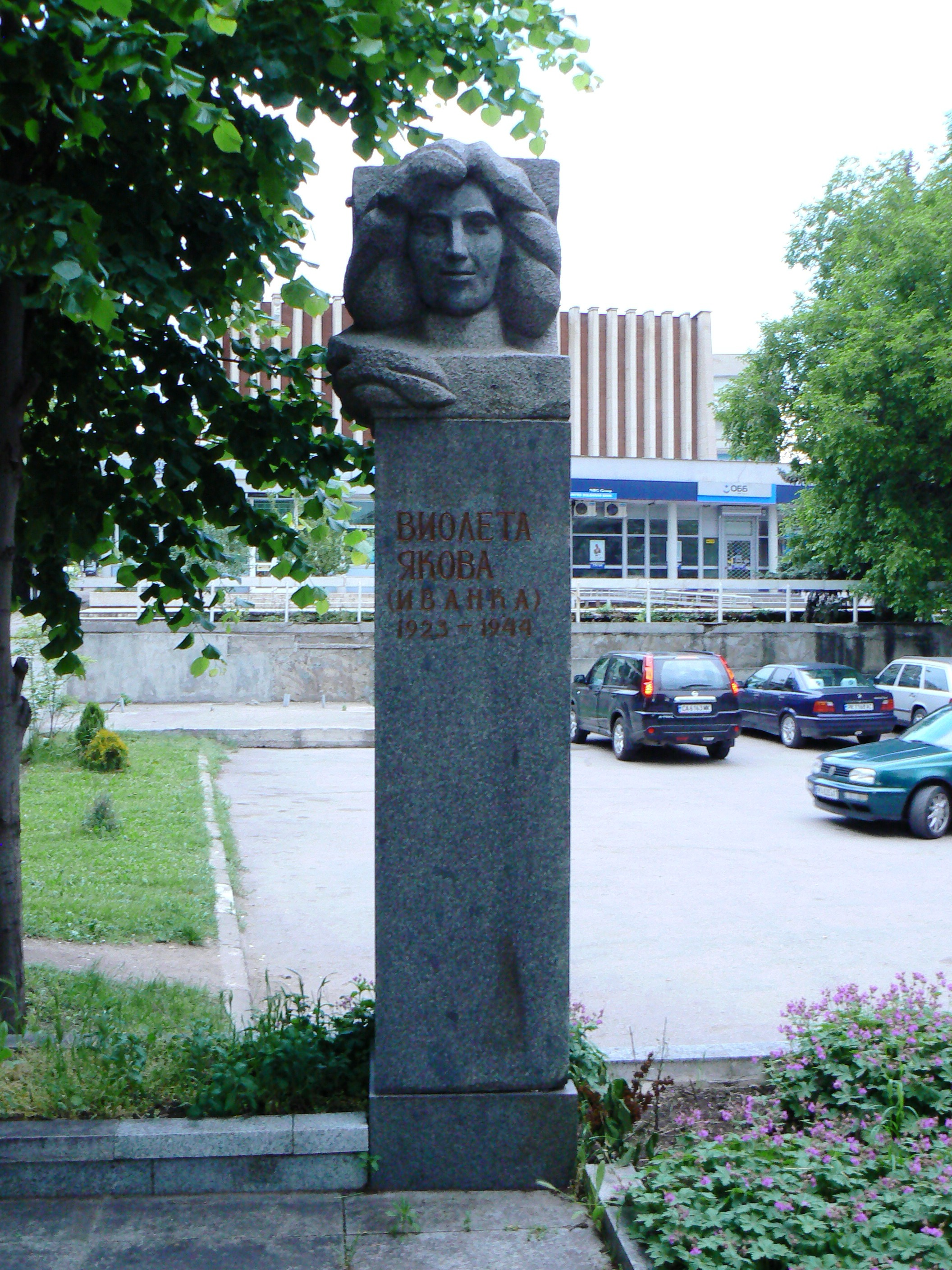
Gedenksäule für Jakowa in Radomir

Wioleta Bochor Jakowa (bulgarisch Виолета Бохор Якова, auch Violeta Yakova oder Violeta Jakova; * 2. Juni 1923 in Dupniza, Zarentum Bulgarien; † 18. Juni 1944) war eine bulgarische Widerstandskämpferin während des Zweiten Weltkriegs und aktives Mitglied der Bulgarischen Kommunistischen Partei (BKP).

## Biographie
Wioleta Jakowa war die Tochter eines sephardischen Händlers, der vor ihrer Geburt starb und die Familie in Armut zurückließ. Im Alter von 14 Jahren begann sie, als Hilfsarbeiterin in einem Tabaklager zu arbeiten. 1939 zog sie in die Hauptstadt Sofia, wo sie als Näherin arbeitete.
Nach dem Militärputsch vom 19. Mai 1934 und der Auflösung der politischen Parteien entstand eine autoritäre Regierung unter Zar Boris III., der ein starkes Parlament gegenüber stand. Bis 1941 hatte sich das zaristische Bulgarien nicht am Zweiten Weltkrieg beteiligt, trat aber schließlich dem Dreimächtepakt (Deutschland, Japan, Italien) bei, worauf deutsche Truppen im Land stationiert wurden (siehe Bulgarien und der Zweite Weltkrieg). Schon vor der Besetzung hatte das Parlament nach mehrtägigen Debatten im Dezember 1940 das antisemitische Gesetz zum Schutz der Nation verabschiedet, das im Januar 1941 in Kraft trat. Das Gesetz erklärte Juden zu Bürgern minderen Rechts und enteignete sie zum Teil. Ab März 1943 wurden Juden von der deutschen Gestapo aus Thrakien und Makedonien in Vernichtungslager verschleppt. Gleichzeitig bildete sich in der bulgarischen Bevölkerung konfessionsübergreifend Widerstand (siehe Rettung der bulgarischen Juden) gegen die Verschleppung der Menschen.
In diesen Jahren engagierte sich Wioleta Jakowa in sozialistischen Organisationen wie etwa dem Arbeiterjugendverband (REM) und im Widerstand der Bulgarischen Kommunistischen Partei (BKP); sie genoss Respekt in den eigenen Reihen, weil sie gute Arbeit als Bezirkssekretärin leistete. Emil Markow von der Zentralen Militärkommission der BKP initiierte die Bildung von kleinen städtischen Kampfgruppen aus den „15 besten und tapfersten“ Frauen und Männern, angeführt von Slawtscho Radomirski und Metodi Schatorow. Jakowa wurde Mitglied einer solchen Kampfgruppe unter der Führung von Radomirski und nahm den Kampfnamen „Ivanka“ an. 
Diese Gruppen bestanden aus drei bis sechs Mitgliedern zwischen 17 und 26 Jahren – Frauen und Männer –, die Paare bildeten, in der Regel einer Arbeit nachgingen und legale Adressen hatten. Die Gruppenmitglieder durchliefen ein körperliches wie auch eine Schießausbildung und unterlagen strengen Regeln: Die Mitglieder kannten ihre echten Namen nicht untereinander, und sie verwendeten häufig wechselnde Decknamen. Sie mussten bestimmte Prüfungen ablegen und erhielten Gehälter von der BKP sowie Lebensmittel auf Kosten der Partei. Nach den Regeln einer Aktion gab es immer ein ausführendes und ein bewachendes Paar. Im Gegensatz zu Partisanentruppen in anderen Teilen Europas waren die jüdischen Kämpfer in Bulgarien vollständig integriert, und es gab keine separaten jüdischen Kader. Es ist nicht bekannt, wie viele Partisanen insgesamt aktiv waren: Die Schätzungen von Historikern schwanken von 2000 bis zu rund 18.000 Personen.
Die Kampfgruppen unternahmen Sabotageakte etwa gegen Fabriken, Tanklager und Eisenbahnen, um die deutsche Wehrmacht möglichst zu schwächen. Zunächst zündeten Jakowa und ihre Mitstreiter einen Schober an, in dem Heu für die Wehrmacht gelagert wurde. Die meisten Verantwortlichen wurden verhaftet, und Wioleta Jakowa wurde in Abwesenheit zum Tode verurteilt. Bei einem weiteren Anschlag zündeten sie das Lager einer Kürschnerei an, in dem Lederwaren und Pelze der Wehrmacht aufbewahrt wurden.
Die auffälligsten Aktionen der Gruppe waren mehrere Attentate im Jahr 1943. Zu den Opfern gehörten deutsche Agenten, Nazi-Sympathisanten und Informanten. Das erste Attentat galt einem anderen Kommunisten, der unter dem Verdacht stand, ein „Verräter“ zu sein. Wioleta Jakowa soll um das „Privileg“ gebeten haben, schießen zu dürfen, jedoch klemmte ihre Waffe, und ihr Partner gab die tödlichen Schüsse ab. Jakowa bat darum, beim nächsten Attentat ihren Fehler wettmachen zu dürfen. Dieser Anschlag galt dem ehemaligen bulgarischen Kriegsminister, Führer des antikommunistischen und ultranationalistischen Bundes der Bulgarischen Nationalen Legionen (SBNL) und Nazikollaborateur Christo Lukow. Die Kommunisten hielten ihn als potentiellen faschistischen Diktator, der etwa die Deportation von Juden aus Bulgarien befürwortete, für besonders gefährlich.
Am 13. Februar 1943 beging die damals 19-jährige Jakowa gemeinsam mit Iwan Burudschiew das Attentat vor Lukows Privathaus. Von Burudschiews Schüssen wurde Lukow nur leicht verletzt, woraufhin Jakowa weitere Schüsse auf ihn abgab, von denen er tödlich verletzt wurde.
Für die Ergreifung der Mörder wurde eine Belohnung von 300.000 Lewa ausgesetzt. Es heißt, Burudschiew habe am Trauerzug für Lukow teilgenommen.
Am 3. Mai 1943 erschoss die Gruppe um Jakowa den ehemaligen Chef der bulgarischen Polizei und Vorsitzenden des Militärgerichts von Sofia, Atanas Pantew, der für seine rechtsnationale und prodeutsche Einstellung bekannt war.
Dem Zaren kamen diese Attentate nicht ungelegen, da er beide Männer politisch gefürchtet hatte. Er selbst starb am 28. August 1943 nach einer Gebirgswanderung, mutmaßlich an Herzversagen.
Nach dem Attentat auf Pantew und einigen gescheiterten Anschlägen wurden die städtischen Kampfgruppen der BKP aufgelöst, und Jakowa wurde zu einer Partisanengruppe in Westbulgarien geschickt. Sie starb am 18. Juni 1944 kurz nach ihrem 21. Geburtstag, vermutlich im Dorf Kondofrej. Die genauen Umstände ihres Todes sind unklar. Sie soll bei einer Schießerei mit der Polizei getötet worden sein; an anderer Stelle heißt es, sie sei vergewaltigt, gefoltert und verstümmelt worden.
Im September 1944 wurde Bulgarien von der Roten Armee besetzt. Iwan Burudschiew überlebte das Kriegsende und wurde Generalmajor in der Armee der Volksrepublik Bulgarien.
Seine Tochter Tatjana Burudschiewa wurde Politikwissenschaftlerin und Parlamentsabgeordnete. Sie berichtete, dass sie als Tochter des Attentäters auf Lukow von bulgarischen Nationalisten wiederholt als „Mörderin“ beschimpft und auch bedroht wurde.

## Ehrungen und Rezeption
In der Zeit der Volksrepublik Bulgarien galt Wioleta Jakowa als „Heldin“ und „Märtyrerin“. Nach 1989 verlor ihr Name wegen ihrer kommunistischen Parteizugehörigkeit in Bulgarien seinen Nimbus.
Nachdem jedoch faschistische Aktivisten aus ganz Europa seit 2003 Christo Lukow mit einem jährlichen Fackelzug huldigen, erhielt auch Wioleta Jakowa, als diejenige, die ihn tötete, wieder mehr Aufmerksamkeit, ob als „Märtyrerin“ oder „mutige Partisanin“ oder als „Terroristin“, je nach Einstellung.
In Radomir erinnert eine Gedenksäule an Wioleta Jakowa. In Sofia ist eine Straße nach ihr benannt.
1970 drehte Regisseur Walo Radew den Film Die schwarzen Engel. Eine der Heldinnen des Films war eine Partisanin nach dem Vorbild von Wioleta Jakowa. Ihre Rolle wurde von Wioleta Gindewa dargestellt.